# Ken Vuagnoux
Ken Vuagnoux (Nizza, 25 luglio 1995) è uno snowboarder francese.

## Biografia
In Coppa del Mondo ha esordito il 16 marzo 2013 a Veysonnaz (49ª).
Nel 2018 ha preso parte ai XXIII Giochi olimpici invernali a Pyeongchang venendo eliminato ai quarti di finale e concludendo in ventunesima posizione nella gara di snowboard cross.

## Palmarès

### Mondiali juniores
- 2 medaglie:
  - 2 bronzi (snowboard cross a Chiesa in Valmalenco 2014; snowboard cross a Yabuli 2015)

### Coppa del Mondo
- Miglior piazzamento nella Coppa del Mondo di snowboard: 20º nel 2023
- 1 podio:
  - 1 terzo posto